# فريد جونس
فريد جونس (بالإنجليزية: Fred Jones)‏ (21 أكتوبر 1922 بستوك أون ترينت في المملكة المتحدة - 1 ديسمبر 1989 في المملكة المتحدة) هو لاعب كرة قدم بريطاني (وحمل سابقاً جنسية المملكة المتحدة لبريطانيا العظمى وأيرلندا) في مركز الظهير. لعب مع بورت فايل.